# Чхве Ё Сам
Чхве (Цой) Ё Сам (кор. 최요삼, англ. Yo-Sam Choi); 16 октября 1973, Чонып, Чолла-Пукто, Южная Корея — 3 января 2008, Сеул, Южная Корея) — южнокорейский боксёр-профессионал, выступавший в минимальной, 1-й наилегчайшей, наилегчайшей и 2-й наилегчайшей весовых категориях. Чемпион мира в 1-й наилегчайшей (версия WBC, 1999—2002) весовой категории.

## Биография

### 1993—2002
Дебютировал в июле 1993 года.
В октябре 1999 года победил по очкам чемпиона мира в наилегчайшем весе по версии WBC Самана Сорьятуронга.
В январе 2001 года состоялся повторный бой между Самом и Саманом Сорьятуронгом. Кореец нокаутировал противника в 7-м раунде.

### 6 июля2002Хорхе Арсе —Чхве Ё Сам
- Место проведения:  Олимпик Парк Фенсинг Стадиум, Сеул, Южная Корея
- Результат: Победа Арсе техническим нокаутом в 6-м раунде в 12-раундовом бою
- Статус: Чемпионский бой за титул WBC в 1-м наилегчайшем весе (4-я защита Чхве)
- Рефери: Ларри О'Коннелл
- Вес: Арсе 48,80 кг; Чхве 49,00 кг
- Трансляция: KBS2

В июле 2002 года Чхве Ё Сам встретился в Южной Корее с мексиканцем Хорхе Арсе. Арсе доминировал с бою. В середине 6-го раунда Арсе провел левый хук в челюсть, затем правый, повторный правый и снова левый, затем ещё серию. Чхве на удары не отвечал, и рефери прекратил поединок. Кореец с решением не спорил.

### 2003—2007
В сентябре 2004 года Чхве проиграл непобежденному чемпиону мира в наилегчайшем весе по версии WBA Лоренцо Парре.

### 25 декабря2007Чхве Ё Сам —Хери Амол
- Место проведения:  Кванджингу-холл, Сеул, Южная Корея
- Результат: Победа Чхве единогласным решением в 12-раундовом бою
- Статус: Рейтинговый бой
- Рефери: Саваенг Тавеекоон
- Счет судей: Пак Тонъан (118—108), Ким Джагюн (117—110), Мухаммад Роис (116—111) — все в пользу Чхве
- Вес: Чхве 50,70 кг; Амол 50,00 кг
- Трансляция: SBS

В декабре 2007 года Чхве вышел на ринг против индонезийца Хери Амола. Чхве доминировал в бою: он много двигался, выбрасывал большее количество ударов, и точность ударов была выше. Кореец несколько раз в бою шёл опасно головой вперед, за что рефери его неоднократно устно предупреждал. В самом конце 12-го раунда Амол провел правый кросс в челюсть. Кореец упал на канвас. Он встал на счет 4. После того, как рефери закончил отсчет нокдауна, прозвучал гонг. Амол подошёл к корейцу и поднял его на 1 секунду. Затем кореец подошёл к своему штабу, и вдруг у него стали подкашиваться ноги. Он потерял сознание. Его положили спиной на канвас. На ринг вышли врачи, которые попытались привести его в чувство. Он на мгновение очнулся, и вновь потерял сознание. Через несколько минут ринганнонсер объявил результат - победа Чхве Ё Сама единогласным решением. Корейца погрузили на носилки, и отправили в больницу. Там он подвергся хирургческому вмешательству из-за мозгового кровоизлияния. Кореец лежал в коме неделю. 3 января в 0:18 2008 года Чхве умер. Другие источники утверждают, что дата смерти корейца 2 января.  Согласно его завещанию шесть его органов были трансплантированы.